# Лимоненожълта дневна лилия
Лимоненожълтите дневни лилии (Hemerocallis citrina) са вид растения от семейство Асфоделови (Asphodelaceae).
Таксонът е описан за пръв път от италианския ботаник Еудженио Барони през 1897 година.

## Вариетети
- Hemerocallis citrina var. citrina
- Hemerocallis citrina var. vespertina